# Jack in the Box (álbum)
Jack in the Box é o álbum de estreia do rapper sul-coreano J-Hope, lançado em 15 de julho de 2022, pela Big Hit Music. Ele contém 10 faixas, incluindo o single principal, "More", que o precedeu em 1º de julho, e o single seguinte, "Arson", que foi lançado no mesmo dia do álbum, junto com um videoclipe que o acompanha. Um álbum conceitual que gira em torno da história da caixa de Pandora, Jack in the Box discute temas de paixão, ambição, humanidade, insegurança, sucesso e ansiedade sobre o futuro. Principalmente um disco de hip hop da velha guarda, o álbum apresenta uma mistura de gêneros, incluindo pop, grunge e R&B.
Originalmente disponível apenas como um álbum digital, Jack in the Box entrou nas tabelas musicais em 17 territórios, incluindo Austrália, Canadá, França, Alemanha, Nova Zelândia, Espanha e Reino Unido. Ele estreou na terceira posição na Coreia do Sul, 11ª posição no Japão e 17ª posição na Billboard 200, nos Estados Unidos. O álbum vendeu mais de 470.000 cópias em sua semana de lançamento e foi certificado como platina pela Korea Music Content Association (KMCA). Uma versão limitada em vinil foi lançada em dezembro de 2022. O álbum foi lançado no formato tradicional de CD em 2023, com cinco faixas adicionais.

## Antecedentes e gravação
J-Hope lançou sua primeira mixtape solo, Hope World, em 2 de março de 2018. A mixtape alcançou a posição de número 38 na Billboard 200, nos Estados Unidos, e, na época, o tornou o solista coreano de maior sucesso na história da tabela. Ele não lançou nenhuma música nova por algum tempo depois disso, citando a decepção com a mixtape como motivo durante uma transmissão ao vivo em janeiro de 2019. Ele ainda elaborou que a falta de confiança em suas habilidades como músico, especialmente em comparação com a de seu companheiros de banda, o fizeram se sentir despreparado e hesitante em tentar colaborar com outros artistas. Apesar dessas inseguranças, o rapper também expressou sentir-se motivado pelo sucesso de seus companheiros de banda "para escrever grandes canções e querer trabalhar com grandes artistas". O single trilíngue "Chicken Noodle Soup", com a participação da cantora americana Becky G, foi lançado no final do ano. Nenhum outro lançamento foi feito. Falando à Rolling Stone em 2021 sobre a probabilidade de uma segunda mixtape, J-Hope revelou que tem trabalhado em sua música continuamente, mas nada foi decidido ainda. Seu objetivo no momento era "inspirar-se e fazer boa música". Ele acrescentou que a criação de Hope World influenciou muito sua progressão como músico e artista desde 2018 e, embora seu estilo não mude muito, seria mais maduro.
As sessões de gravação e mixagem do álbum aconteceram nos estúdios Hope World, The Rock Pit, Dogg Bounce e Hybe Studio na Coreia do Sul; Miss Lana Media e BC Mix em Los Angeles; Sky Movement Studios em Barbados; Katalyst Studios na cidade de Nova York; e Larrabee Sound Studios em North Hollywood.

## Músicas e conteúdo lírico
Jack in the Box representa a "própria personalidade musical e visão como artista" de J-Hope e suas "aspirações para quebrar o molde e crescer ainda mais". Em entrevista para a Weverse Magazine publicada em junho de 2022, o rapper divulgou seu desejo de mostrar um "lado diferente de mim ... um lado extremamente sombrio e cru" em seus projetos atuais, em contraste com o "comportamento ensolarado" que costuma exibir. Ele elaborou ainda que "queria mostrar que tenho coisas que quero dizer, mas continuei sentindo que, se eu as fizesse no mesmo estilo de sempre, elas não ficariam bem. Se eu fosse transmitir o coisas que eu queria dizer, eu teria que ser mais sombrio. É algo que eu nunca fiz antes, então eu estava animado para tentar algo novo. Eu fui fortemente influenciado pelo que meu coração estava me dizendo, e é por isso que eu decidi dar é uma tentativa".
Um álbum conceitual baseado no conto grego da caixa de Pandora, Jack in the Box abre com "Intro", uma leitura narrada por mulheres da história da qual o nome artístico de J-Hope é derivado. A seguir, vem a existencial "Pandora's Box", sobre a vida do rapper como ídolo. Nela, ele fala sobre "servir aos outros acima de si mesmo" e questiona sua própria perspectiva. A terceira faixa "More" é sobre a "paixão, ambição ousada e ganância" de J-Hope para "mostrar ao mundo o quanto ele cresceu", assumindo riscos e "uma certa imprudência vital". Uma música inspirada nos anos 90, "cheia de estilo" com uma "vibração de rock 'n roll sujo" que apresenta um "som mais sombrio e ousado" em comparação com seus lançamentos anteriores, a faixa é uma fusão de hip hop old-school e arena/rock alternativo. Ela mostra o "fluxo rítmico único" do rapper e utiliza o "canto-grito". A décima faixa "Arson" é uma introspectiva sobre ele "encontrar o mundo fora da caixa" enquanto está preso em uma encruzilhada e decide qual caminho seguir. Descrita em um comunicado à imprensa como uma dos singles—junto com "More"—que transmite a mensagem central de Jack in the Box, ela serve como a faixa de encerramento do álbum.

## Lançamento
Em 14 de junho de 2022, durante a estreia no YouTube do jantar de nono aniversário do BTS, RM revelou que os membros dedicariam mais atenção aos empreendimentos musicais individuais daqui para frente. Projetos futuros seriam lançados como álbuns comerciais, completos com atividades promocionais, em vez de mixtapes gratuitas ou não promovidas. Imediatamente depois, a Hybe Corporation anunciou oficialmente J-Hope como o primeiro membro a começar a promover como artista solo. Um aviso subsequente do Weverse datado de 25 de junho divulgou o próximo lançamento de seu álbum de estreia, Jack in the Box, agendado para 15 de julho. Seria precedido por um single ainda sem nome em 1º de julho. J-Hope compartilhou um pequeno videoclipe de "um J branco no centro da tela, com um fundo colorido quadriculado" em sua conta no Instagram, com a legenda "Jack in the box", em homenagem ao anúncio do álbum . Em 27 de junho, ele postou um conjunto de imagens conceituais para a arte da capa do álbum, apresentando vários motivos de Pierrot. A primeira mostrava "uma foto panorâmica dele parado em uma caixa azul-petróleo" vestindo um terno branco e um chapéu preto de bobo da corte "enquanto ele pressiona um dedo nos lábios", seguido por outras quatro fotos dele em diferentes poses dentro da caixa. As pré-encomendas do álbum começaram online e em lojas físicas no mesmo dia.
Um visualizer "assustador" de 23 segundos, intitulado Hope In The Box, de um jack-in-the-box girando ao som de uma "melodia um tanto sinistra", foi lançado em 5 de julho. Quando a figura de "Jack" surge, uma tela de televisão cheia de estática ao fundo começa a piscar com gráficos e palavras com temas semelhantes. J-Hope carregou o visualizer no Instagram, com a legenda "Você só vai ficar na caixa?" e a hashtag "#HopeInTheBox". Dois dias depois, a lista completa de 10 faixas do álbum foi revelada, por meio de um vídeo gráfico no YouTube que listava as faixas usando "desenhos 3D".

### Formatos
Hybe inicialmente desistiu de lançar Jack in the Box em CD. Declarações da empresa explicaram que a decisão fazia parte de seus esforços para reduzir o desperdício de plástico, especialmente em relação à produção de álbuns, e ser mais ecológico. O álbum foi disponibilizado apenas digitalmente, por meio de várias plataformas de streaming e sites de música, bem como do próprio aplicativo de música Weverse Albums de Hybe. Embora não seja embalado em um formato tradicional, ele tem algumas inclusões físicas: um porta-cartões, dois photocards e um cartão QR do Guia do Usuário escaneável para acessar o álbum e conteúdo digital adicional no Weverse Albums.
Uma edição limitada do álbum, no formato vinil, foi lançado em 12 de dezembro. Inclui um livreto, folha de letras, pôster dobrado e photocard. O período de pré-encomenda do vinil abriu no Weverse e em outros varejistas online em 8 de agosto.
Uma versão em CD do álbum, intitulada Jack in the Box (HOPE Edition), foi lançada em 18 de agosto de 2023, incluindo cinco novas faixas: três canções ao vivo da performance de J-Hope no Lollapalloza e duas na versão instrumental.

### Singles
"More" foi o primeiro single lançado do álbum. J-Hope compartilhou dois conjuntos de imagens conceituais relacionadas, também contendo motivos de Pierrot, via Instagram nos dia 27 e 28 de junho. As fotos do dia 27 demonstravam o rapper em um corredor inclinado" e usando "um chapéu de bobo da corte preto flexível [enquanto] olhava para a câmera com flash brilhante de diferentes pontos". Com a legenda "MORE?", a Big Hit Music confirmou este como o título do single no texto das próprias postagens da gravadora das imagens conceituais carregadas em suas mídias sociais no mesmo dia. As fotos postadas no dia 28 apresentavam J-Hope vestido todo de branco e cercado por pessoas com rostos desfigurados. Um teaser de vídeo de 15 segundos, de uma "chave prateada com o título da música gravado em seu rosto" apoiada por uma "batida inspirada nos anos 90" percussiva, contendo uma prévia da letra da música, seguido em 29 de junho. Um videoclipe estreou simultaneamente no YouTube em conjunto com o lançamento digital global do single em 1º de julho. Os críticos destacaram positivamente a perceptível saída auditiva e visual de "More" dos sons mais brilhantes e imagens mais vibrantes pelas quais J-Hope era conhecido até aquele ponto, e a expressão "estrondosa" do a "nova visão chocante e teatral" do rapper. Dazed classificou a música como a 15ª melhor faixa de K-pop de 2022 em sua lista de final de ano publicada em dezembro, com Taylor Glasby escrevendo que J-Hope "expõe seu funcionamento interno em 'More'" tendo "criado uma nova lente através da qual para vê-lo": como "um homem cuja criatividade se recusa a ser domada". Posteriormente, J-Hope lançou um vídeo de prática de dança, completo com coreografia, para sua performance de palco da canção no MAMA Awards de 2022.
"Arson" foi revelado como o segundo single do álbum, depois que J-Hope postou um vídeo mudo dele mesmo em 7 de julho sentado diante de uma caixa preta com a palavra "ARSON" escrita na frente. Na verdade, uma vela, ele olha para a câmera depois de acendê-la, em seguida, cobre o topo da caixa, apagando a chama. As fotos conceituais do single foram publicadas em 10 e 11 de julho e mostraram o rapper vestido com um macacão branco posando ao lado de um carro destruído em chamas e, em seguida, com suas roupas carbonizadas. Um teaser de 30 segundos para o videoclipe do single foi compartilhado via YouTube no dia 13. Dirigido por Lee Suho, o clipe apresenta um carro explodindo em fogo em câmera lenta enquanto J-Hope é ouvido dizendo "'vamos queimar ... está feito'" antes de fazer um breve rap em coreano e, em seguida, citar o título da música, tudo sobre um "batida embaralhada". A data de lançamento do single—no mesmo dia do álbum—apareceu no final.
Ambos os singles foram indicados na categoria Global Digital Music – July do 12º Circle Chart Music Awards.

## Promoção
Em 13 de julho de 2022, a W Korea anunciou J-Hope como a capa da edição de agosto da revista—três versões foram lançadas. A revista continha um ensaio fotográfico completo e uma entrevista em profundidade com o rapper sobre sua música e Jack in the Box. Ele também discutiu o álbum com a Rolling Stone, Variety e Consequence em artigos publicados em 15 de julho. J-Hope realizou uma festa privada para ouvir o álbum na sede da Hybe em Yongsan em 14 de julho. Os participantes incluíram os colegas de banda do BTS Jin, RM, Jimin, V e Jungkook, o presidente da Hybe, Bang Si-hyuk, e vários amigos íntimos do rapper e artistas nas indústrias de dança e música, como Tiger JK, Yoon Mi-rae, Uhm Jung-hwa, Heize, Jessi, Hyuna, Sunmi, Simon Dominic, Loco e Sokodomo. Clipes do evento foram compartilhados online por vários participantes. Em 28 de julho, J-Hope apareceu como convidado no 14º episódio de IU's Palette, uma série do YouTube apresentada pela cantora IU. Ele cantou "Equal Sign", como um dueto com IU, e "Safety Zone" pela primeira vez no programa. O rapper fez sua estreia solo no Lollapalooza em 31 de julho, como atração principal do último dia do evento, e se tornou o primeiro artista sul-coreano a encabeçar o palco principal de um grande festival de música dos Estados Unidos. O setlist longo incluía várias músicas do álbum. Em novembro, J-Hope encabeçou o segundo dia do MAMA Awards no Japão, apresentando um medley de "More", "Arson" e "Equal Sign". No mês seguinte, ele se juntou à programação do Dick Clark's New Year's Rockin' Eve, realizado em 31 de dezembro, e cantou um medley compreendendo "Equal Sign", "Chicken Noodle Soup" e o Holiday Remix de "Butter" do BTS.
Um documentário narrando a produção do álbum e a performance de J-Hope no Lollapalooza, intitulado J-Hope in the Box, foi lançado para streaming globalmente no Weverse e Disney+ em 17 de fevereiro de 2023.

## Recepção da crítica
No Metacritic, que atribui uma classificação normalizada de 100 para resenhas de publicações profissionais, Jack in the Box recebeu uma pontuação média de 87 com base em seis resenhas, indicando "aclamação universal". Em uma crítica de 5 estrelas para a NME, Rhian Daly escreveu que o álbum foi "apresentado de forma inteligente com uma narrativa claramente sinalizada" e "flui de uma forma que torna um deleite desfrutar do início ao fim, em vez de mergulhar nas músicas aleatoriamente". Ele o descreveu como "instigante e cheio de novo sabor", observando que, embora "J-Hope possa ter tirado sua máscara brilhante e otimista ... para mostrar outra dimensão de seu personagem [... ] essas qualidades [...] ainda se insinuam aqui em alguns lugares, levando adiante suas mensagens empáticas e sinceras com vislumbres de positividade. Abbie Aitken da Clash elogiou a "experiência [ação] de J-Hope com gêneros normalmente não associados à sua arte", descrevendo a mudança como "refrescante" e "resultando em um segundo álbum que justapõe completamente seu som anterior." Em sentimentos semelhantes aos de Daly, ela também notou "vislumbres da radiância frequentemente associada a o rapper" surgindo ao longo do álbum "apesar de um início extremamente sombrio". Jochan Embley, do The Evening Standard, descreveu o álbum como "um começo sólido", impressionado com a constante mudança na entrega vocal de J-Hope e a mudança "quase imperceptível" entre coreano e inglês, mas sentiu que a brevidade geral do álbum fez com que parecesse "mais como uma prova de conceito do que um álbum totalmente realizado". Ele destacou "Equal Sign" e "Safety Zone" como os "raios de luz" contrariando "os poços mais sombrios" da personalidade do rapper no "resto da escuridão do álbum".

## Desempenho comercial
Jack in the Box estreou na terceira posição na Coreia do Sul, na tabela semanal de álbuns da Circle, e subsequentemente atingiu a oitava posição da tabela mensal de julho, vendendo 472.358 cópias. Adicionais 9.614 cópias foram vendidas em agosto, e o álbum recebeu o certificado de platina pela Korea Music Content Association (KMCA) em setembro.
No Japão, com apenas três dias de lançamento, Jack in the Box estrou na segunda posição da parada semanal de álbuns digital da Oricon, vendendo 2.439 cópias nesse período. Na mesma época, alcançou a 11ª posição da tabela Hot Albums da Billboard Japan, e foi o álbum mais vendido digitalmente da semana.
O álbum também entrou em várias tabelas da Billboard nos Estados Unidos. Estreou na 17ª posição da Billboard 200, com 25.000 unidades vendidas, tornando-se sua segunda entrada na tabela, sendo a sua mais alta—Hope World anteriormente alcançou a 38ª colocação em 2018. Desse montante, o álbum vendeu 10.000 cópias digitais puras e foi o quinto lançamento mais vendido da semana. J-Hope também reentrou na tabela Artist 100, obtendo um novo pico, na nona posição. Ambos os singles do álbum, "More" e "Arson", tornaram-se as segunda e terceira entradas solos do rapper na Billboard Hot 100, depois de "Chicken Noodle Soup" (2019), estreando nos número 82 e 96, respectivamente. Com 4.6 milhões de streams e 12.000 cópias vendidas durante o período de 1–7 de julho de 2022, "More" forneceu à J-Hope seu terceiro número um na tabela World Digital Song Sales, ao passo que alcançou, pela primeira vez, o ranking Emerging Artists. O single também foi a segunda canção mais vendida no país na tabela Digital Song Sales. Após o lançamento global da edição em vinil, o álbum estrou na tabela de vinis da Billboard na oitava posição, na semana de 8 de janeiro de 2023. Reentrou Na tabela na semana de 11 de fevereiro de 2023, conquistando um novo pico, na quarta colocação, após o lançamento do vinil nos EUA.
Com o lançamento da versão HOPE Edition do álbum em agosto de 2023, Jack in the Box reentrou na Billboard 200 (na semana de 2 de setembro) alcançando um novo pico na sexta posição da tabela, bem como o topo da parada World Albums.

## Conquistas
A Rolling Stone incluiu o álbum em sua lista de final de ano dos 100 Melhores Álbuns de 2022 em nono lugar, descrevendo-o como uma "estreia crescente e infinitamente criativa" que "elevou a fasquia". A NME listou o álbum em 42º lugar em sua lista dos 50 Melhores Álbuns de 2022, escrevendo que "pega o J-Hope que o mundo conheceu e amou nos últimos nove anos e incendeia essa figura. Das cinzas, porém, vem uma estrela mais emocionante e formidável do que nunca".
O álbum foi indicado nas respectivas categorias Bonsang no 37º Golden Disc Awards e no 32º Seoul Music Awards, mas não ganhou nenhuma das indicações.

## Lista de faixas
| Jack in the Box — Edição padrão |                                    |                                                   |                |         |  |
| N.º                             | Título                             | Compositor(es)                                    | Produtor(es)   | Duração |  |
| 1.                              | "Intro"                            | Evan                                              | Evan           | 0:58    |  |
| 2.                              | "Pandora's Box"                    | J-Hope Ghstloop Supreme Boi                       | Ghstloop       | 2:36    |  |
| 3.                              | "More"                             | J-Hope Ivan Jackson Rosenberg                     | Brasstracks    | 3:00    |  |
| 4.                              | "Stop" (세상에 나쁜 사람은 없다\|) | J-Hope Michael Volpe                              | Clams Casino   | 2:02    |  |
| 5.                              | "=" (Equal Sign)                   | J-Hope Scoop DeVille Melanie Joy Fontana Lindgren | DeVille        | 1:54    |  |
| 6.                              | "Music Box: Reflection"            | Pdogg                                             | Pdogg          | 1:10    |  |
| 7.                              | "What If..."                       | J-Hope Dwayne Abernathy Jr. R. Jones R. Diggs     | Dem Jointz     | 2:16    |  |
| 8.                              | "Safety Zone"                      | J-Hope Pdogg                                      | Pdogg          | 2:45    |  |
| 9.                              | "Future"                           | J-Hope Rosenberg Mich Conwell                     | Brasstracks    | 2:19    |  |
| 10.                             | "Arson" (방화\|)                   | J-Hope Volpe                                      | Clams Casino   | 2:39    |  |
| Duração total:                  | Duração total:                     | Duração total:                                    | Duração total: | 21:42   |  |

| Jack in the Box — HOPE Edition |                                        |                                 |                        |         |  |
| N.º                            | Título                                 | Compositor(es)                  | Produtor(es)           | Duração |  |
| 11.                            | "Equal Sign" (ao vivo do Lollapalooza) | J-Hope DeVille Fontana Lindgren | DeVille Asaf Rodeh [a] | 2:08    |  |
| 12.                            | "Stop" (ao vivo do Lollapalooza)       | J-Hope Volpe                    | Clams Casino Rodeh [a] | 2:16    |  |
| 13.                            | "Future" (ao vivo do Lollapalooza)     | J-Hope Rosenberg Conwell        | Brasstracks Rodeh [a]  | 4:19    |  |
| 14.                            | "More" (Instrumental)                  | J-Hope Rosenberg                | Brasstracks            | 2:59    |  |
| 15.                            | "Arson" (Instrumental)                 | J-Hope Volpe                    | Clams Casino           | 2:40    |  |
| Duração total:                 | Duração total:                         | Duração total:                  | Duração total:         | 36:02   |  |

Notas
a  - denota um produtor adicional
- Os títulos das faixas "More" e "Stop" são estilizados em letras maiúsculas.
- "What If..." contém sample de "Shimmy Shimmy Ya" de Ol Dirty Bastard do Wu-Tang Clan

## Equipe e colaboradores
Créditos adaptados da QQ Music, com exceção de composição e produção, já listados acima.
- J-Hope – arranjo de rap (faixas 2–5, 7–10), engenharia de áudio (faixas 2–5, 7–10), arranjo vocal (faixa 5)
- Evan – teclado (faixa 1), sintetizador (faixa 1), edição digital (faixas 1, 7)
- Rachanee Lumanayo – narração (faixa 1), engenharia de áudio (faixa 1)
- Lee Yeon-soo – edição digital (faixa 1)
- Ghstloop – teclado (faixa  2), sintetizador (faixa 2), edição digital (faixas  2–5, 7, 10)
- Supreme Boi – arranjo de rap (faixas 2, 3, 10), engenharia de áudio (faixas 3, 10)
- Ken Lewis – engenharia de mixagem (tracks 2, 8, 10)
  - Jonathon Garcia – assistente (tracks 2, 8, 10)
- Pdogg – produção de baterias (faixa 3), violão (faixa 3), teclado (faixas 6–8), sintetizador (faixas 6, 8), edição digital (tracks 8, 9), produção adicional (faixa 9), engenharia de áudio (faixa 9)
- Jaycen Joshua – engenharia de mixagem (faixa 3)
- Tim Chantarangsu – sample (faixa 4)
- Rick Carter – sample (faixa 4)
- Summergal – edição digital (faixas 4, 5, 10)
- Jung Woo-young – engenharia de mixagem (faixa 4)
- Melanie "Joy" Fontana – vocais de apoio (faixa 5)
- Lindgren – engenharia de áudio (faixa 5)
- Yang Ga – engenharia de mixagem (faixas 5, 9)
- Park Jin-se – engenharia de mixagem (faixa 6)
- Dem Jointz – instrumentação (faixa 7), teclado (faixa 7), sintetizador (faixa 7)
- Bobby Campbell – engenharia de mixagem (faixa 7)
- Jaicko Lawrence – vocais de apoio (faixa 8), engenharia de áudio (faixa 8)
- Ivan Jackson – instrumentação (faixa 9)
- Fatherdude – sample (faixa 9)
- Yeonum Children's Choir (Jeong Ji-woo, Lee Hyo-joo, Cho Yong-chan) – refrão (faixa 9)

## Tabelas musicais
| Tabela musical (2022-2023)                  | Melhor posição |
| ------------------------------------------- | -------------- |
| Alemanha (Offizielle Top 100)               | 38             |
| Austrália (ARIA)                            | 27             |
| Áustria (Ö3 Austria)                        | 18             |
| Bélgica (Ultratop Flanders)                 | 36             |
| Bélgica (Ultratop Wallonia)                 | 36             |
| Canadá (Billboard)                          | 43             |
| Coreia do Sul (Circle)                      | 3              |
| Espanha (PROMUSICAE)                        | 36             |
| Estados Unidos (Billboard 200)              | 6              |
| Estados Unidos - Top Rap Albums (Billboard) | 4              |
| Estados Unidos - World Albums (Billboard)   | 1              |
| Finlândia (Suomen virallinen lista)         | 3              |
| França (SNEP)                               | 99             |
| Japão (Oricon)                              | 29             |
| Japão - Combined Albums (Oricon)            | 31             |
| Japão - Hot Albums (Billboard Japan)        | 11             |
| Lituânia (AGATA)                            | 3              |
| Nova Zelândia (RMNZ)                        | 30             |
| Países Baixos (Album Top 100)               | 67             |
| Polónia (ZPAV)                              | 11             |
| Reino Unido - UK Albums (OCC)               | 67             |
| Reino Unido - UK Independent Albums (OCC)   | 11             |
| Suécia (Sverigetopplistan)                  | 4              |
| Suíça (Schweizer Hitparade)                 | 17             |

| Tabela musical (2022)  | Melhor posição |
| ---------------------- | -------------- |
| Coreia do Sul (Circle) | 8              |

| Tabela musical (2022)   | Melhor posição |
| ----------------------- | -------------- |
| Coreia do Sul (Circle)  | 37             |
| Japão (Billboard Japan) | 74             |

## Certificações
| Região               | Certificação | Unidades/vendas |
| -------------------- | ------------ | --------------- |
| Coreia do Sul (KMCA) | Platina      | 543.349         |